# Sobotište
Sobotište (deutsch Sobotischt, älter auch Freischütz, ungarisch Ószombat – bis 1907 Szobotist) ist eine Gemeinde in der Westslowakei in der Záhorie. Sie liegt am Fuß der Weißen Karpaten am Flüsschen Teplica, etwa sieben Kilometer nördlich von Senica und 13 Kilometer westlich von Myjava entfernt.

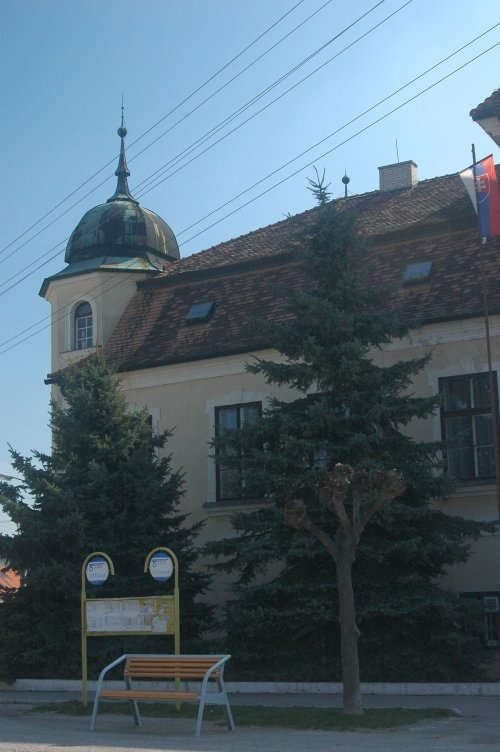
Das Nyár-Landhaus

## Geschichte
Sobotište wurde im Jahr 1251 zum ersten Mal erwähnt und war im Mittelalter ein Marktflecken. Im Jahr 1546 entstand hier als eigener Vorort ein Bruderhof der aus der radikal-reformatorischen Täuferbewegung stammenden deutschsprachigen Hutterer. Der Bruderhof war der erste in der Slowakei etablierte hutterische Hof und der einzige, der die ganze Zeit der hutterischen Bewegung in Mitteleuropa bis 1762 bestehen blieb. Auch nach der Rekatholisierung blieben viele der von den Slowaken Habaner genannten und nun katholisierten Hutterer am Ort. 1770 wurde eine Wollmanufaktur gegründet. Mitte des 19. Jahrhunderts hatte der damals slawisch-deutsche Markt 1780 evangelische, 690 katholische und 556 israelitische Einwohner.
Zur Gemeinde gehört auch der in den Weißen Karpaten liegende Ortsteil Javorec, der sich aus mehreren Kleinsiedlungen (slowakisch kopanice) zusammensetzt.
Nach dem Ort benannt ist der 1999 entdeckte Asteroid 26401 Sobotište.

## Bevölkerung
| Jahr                | 1994 | 2004    | 2014    | 2024    |
| ------------------- | ---- | ------- | ------- | ------- |
| Anzahl der Personen | 1582 | 1536    | 1485    | 1483    |
| Unterschied         |      | −2,90 % | −3,32 % | −0,13 % |

| Jahr                | 2023 | 2024    |
| ------------------- | ---- | ------- |
| Anzahl der Personen | 1476 | 1483    |
| Unterschied         |      | +0,47 % |

## Söhne und Töchter (Auswahl)
- Friedrich Dohnányi (1843–1909), ungarischer Mathematiker, Physiker und Musiker
- Moritz Frankfurter (1875–1941), ungarisch-jugoslawischer Rabbiner
- Salomon Frankfurter (1876–1938), ungarisch-deutscher Rabbiner